# Samalkot
Samalkot es una ciudad y  municipio situada en el distrito de Godavari Este en el estado de Andhra Pradesh (India). Su población es de 56864 habitantes (2011). Se encuentra a 15 km de Kakinada y a 178 km de Vijayawada. 

## Demografía
Según el censo de 2011 la población de Samalkot era de 56864 habitantes, de los cuales 28115 eran hombres y 28749 eran mujeres. Samalkot tiene una tasa media de alfabetización del 74,58%, superior a la media estatal del 67,02%: la alfabetización masculina es del 78,77%, y la alfabetización femenina del 70,51%.